# 護郷神社
護郷神社（もりさとじんじゃ）は、埼玉県越谷市の神社。

## 歴史
創建年代は不明である。ただ江戸時代後期の地誌『新編武蔵風土記稿』に掲載されていることから、少なくとも江戸時代後期には既に存在していたものと推測される。「福寿院」が別当寺であった。福寿院は明治初期の神仏分離により、廃寺に追い込まれた。
明治以降の近代社格制度では「無格社」であった。1913年（大正2年）の神社合祀により、周辺の神社が合祀された。合祀された神社の中に村社が2社（増林香取神社・中島稲荷神社）あったことから、当社も村社になった。そして「郷土を守護する」意味を込めて「護郷神社（もりさとじんじゃ）」に改称された。なお、増林香取神社は1949年（昭和24年）に、中島稲荷神社は1990年（平成2年）に復祀されている。

## 交通アクセス
- 路線バス小田急弥栄団地入口停留所より徒歩11分。